# Franc Malagasy
Der Franc Malagasy oder Madagaskar-Franc war von 1945 bis 2003 die Währung von Madagaskar. Ab dem 1. August 2003 wurde er schrittweise durch den Ariary abgelöst. Der Umrechnungskurs ist 1 Ariary = 5 Francs Malagasy. Bis Ende 2019 waren die Banknoten zu 500, 1000, 2500 und 5000 Francs aus der letzten ausgegebenen Serie gesetzliches Zahlungsmittel, die höheren Werte zu 10.000 und 25.000 Francs konnten noch bis zum 31. Dezember 2009 bei der Zentralbank umgetauscht werden.

## Geschichte
In den ersten Jahrzehnten der französischen Kolonialherrschaft wurde der Französische Franc als Währung auf Madagaskar verwendet. Nach der Gründung der Banque de Madagascar am 22. November 1925, wurde zwischen 1926 und 1928 mit der Emission lokaler Banknoten zu 5, 10, 20, 50, 100 und 1000 Francs begonnen. Bis 1929 blieben die Banknoten des Mutterlandes gesetzliche Zahlungsmittel. Die ab 1922 verwendeten Münzen in Stückelungen zu 5, 10, 25, 50 Centimes sowie 1 und 2 Francs wurden von der französischen Handelskammer (Chambres de Commerce) ausgegeben. Bedingt durch den Zweiten Weltkrieg kam es zu einer Verknappung dieser Münzen und 1943 gab die Kolonialregierung Münzen mit der Abbildung des Lothringer Kreuzes heraus, um die Zugehörigkeit zum Freien Frankreich zu dokumentieren.
Am 26. Dezember 1945 kam es zu einer Neubewertung der französischen Kolonialwährungen mit der Gründung eines gemeinsamen CFA-Franc für Madagaskar und die Komoren. Die neue Währung (Abkürzung XMCF) blieb an den Französischen Franc im Verhältnis 1:1,7 gebunden. Erst nach einer weiteren Aufwertung des Franc Malagasy gegenüber dem Französischen Franc auf 1:2 begann man 1948 mit der Ausgabe neuer Münzen. Diese Münzserie blieb bis in die 1960er Jahre in Umlauf und wurde allmählich durch noch heute gültige Münzen ersetzt (siehe →Ariary: Münzen).
Eine neue Banknotenserie wurde 1950 notwendig, als die Umbenennung der Zentralbank in Banque de Madagascar et des Comores erfolgte; die Banknoten waren auch auf den Komoren in Gebrauch. Dort blieben diese Banknoten bis Mitte der 1970er Jahre gültiges Zahlungsmittel, seit der administrativen Trennung von Madagaskar allerdings mit einem roten Aufdruck. Diese Serie umfasste Scheine zu 50, 100, 500, 1000 und 5000 Francs.
Zwei Jahre nach der Unabhängigkeit Madagaskars wurde 1962 das Institut d'Emission Madagascar gegründet und erstmals Banknoten herausgegeben, die neben dem Franc auch eine Wertangabe in Ariary trugen. Madagaskar hob 1972 die Bindung an den französischen Franc auf und benannte im Juni 1973 die Zentralbank in Banque Centrale de la République Malgache um. In den Jahren 1974/75, 1983–1992 und 1994–1998 wurden jeweils neue Banknoten-Serien herausgegeben. Aufgrund der hohen Inflation entfielen ab 1983 die Banknoten unter 500 Francs, dafür wurden neue Höchstwerte zu 10.000 und 25.000 Francs ausgegeben. Die niedrigen Werte wurden durch Münzen zu 10 und 20 Ariary ersetzt, die keine Angabe in Franc aufwiesen.
In einer Übergangszeit vom 1. August 2003 bis 1. Januar 2005 wurden die Franc-Banknoten allmählich durch die neuen Ariary-Banknoten ersetzt, allerdings blieb die Wertangabe Franc bis Januar 2010 auf den ersten Serien der Ariary-Banknoten klein aufgedruckt.

## Abbildungen von Münzen und Banknoten

Vorder- und Rückseite einer 1 Franc-Münze von 1943 aus Bronze
Vorder- und Rückseite einer 2 Francs-Münze von 1948 aus Aluminium
Banknote zu 5 Fmg, ausgegeben zwischen 1926 und 1949
Banknote zu 50 Fmg, Verwendungszeit 1950 bis 1962
Provisorische Banknote zu 5000 Fmg mit Aufdruck von 1962
100 Fmg von 1966 aus der neuen Serie nach der Unabhängigkeit
500 Fmg aus der Serie von 1974
25.000 Fmg aus dem Jahr 1992
5000 Fmg aus der letzten Franc-Serie von 1995